# Gare de Willer-sur-Thur
Gare de Willer-sur-Thur – stacja kolejowa w miejscowości Willer-sur-Thur, w departamencie Górny Ren, w regionie Grand Est, we Francji. Jest zarządzany przez SNCF i obsługiwany przez pociągi TER Grand Est.

## Położenie
Znajduje się na linii Lutterbach – Kruth, na km 19,575 między stacjami Bitschwiller i Moosch, na wysokości 372 m n.p.m.

## Linie kolejowe
- Linia Lutterbach – Kruth